# Білковий комплекс

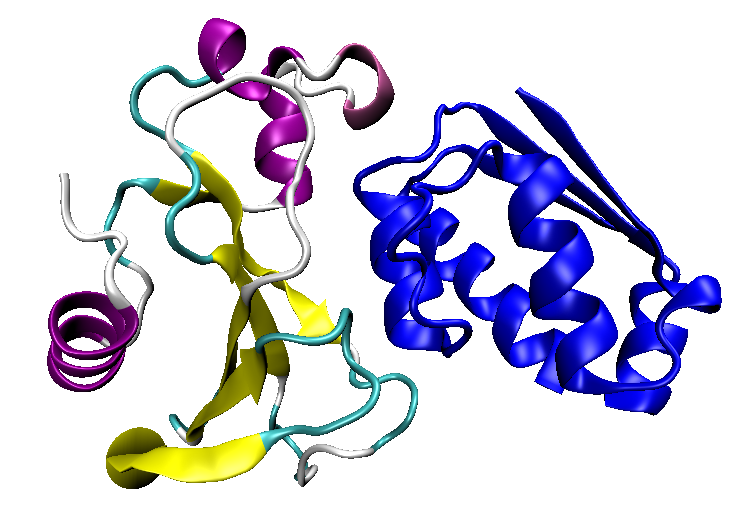
Комплекс білків барназа і барстар бактерії Bacillus amyloliquefaciens.

Білковий комплекс — група з двох або більшого числа стабільно сполучених молекул білків (що називаються в цьому випадку субодиницями), сформована за допомогою білок-білкових взаємодій. Прикладом білкового комплексу, що виконує важливі функції в клітині, може бути протеасома чи голофермент ДНК-полімерази III та деякі іонні канали, що складаються з різних субодиниць (калієві канали вхідного випрямлення).
Білкові комплекси — форма четвертинної структури білків. Часто структури цілих комплексів отримуються за допомогою рентгеноструктурного аналізу або ЯМР-спектроскопії. Для теоретичного передбачення молекулярного докінгу та інших форм взаємодії білків в комплексі дедалі більше використовують обчислювальні методи.

## Гомо- та гетеро-полімери
Білкові комплекси можуть складатися з однакових чи різних білкових субодиниць. Якщо субодиниці однакові, то білковий комплекс має префікс гомо-, а якщо різні, то гетеро-. Наприклад, андрогенний рецептор функціонує як гомодимер (дві однакові субодиниці в комплексі), а бета-галактозидаза кишкової палички є гомотетрамером (комплекс з 4 однакових субодиниць). Навпаки, більшість G-білків є гетеротримерами, тобто складаються з 3 різних субодиниць.